# Чезаро
За италианския математик вижте Ернесто Чезаро.
Чезаро̀ (на италиански: Cesarò) е град и община в Италия. Разположен е в област (регион) Сицилия на провинция Месина. На около 44 km югоизточно от Чезаро се намира вулкана Етна. Население 2609 жители по данни от преброяването през 2009 г.

## Личности
В Чезаро е роден италианския католически духовник, апостолическият нунций Джузепе Леанца.